# Manuel Egozcue Cintrón
Manuel Egozcue y Cintrón (Bilbao,1855-San Juan, 1906) fue un político y empresario puertorriqueño de origen español, alcalde de la ciudad de San Juan. 

## Biografía
Al acabar la universidad inmigró a Puerto Rico, entonces una provincia de España, por motivos empresariales, convirtiéndose un prominente hombre  de negocios a la isla. 
Fue un miembro activo del Partido Incondicional Español y vicepresidente de la Diputación Provincial. En 1896 fue honorado por el gobierno con la Orden del Mérito Naval por los servicios realizados a la armada de España .  
Después de la ocupación americana se unió al nuevo Partido Republicano de Puerto Rico (que tenía el objetivo principal obtener la categoría de estado para la isla) y fue asignado uno del miembros de su junta directiva, trabajando de cerca con el fundador de partido José Celso Barbosa. 
Durante las elecciones municipales de 1900, las primeras desde el comienzo de la ocupación americana, el Partido Republicano consiguió una victoria y Egozcue Cintrón se convirtió en alcalde de San Juan.
En 1904 fue nuevamente elegido alcalde pero esta legislatura fue truncada cuando el gobernador de Puerto Rico, William Henry Hunt, ordenó su retirada debido a un escándalo de corrupción que afectó en el gobierno de la ciudad. A pesar de que finalmente fue absuelto de todos los cargos, la situación lo dejó muy afectado, requiriendo su internamiento en un hospital psiquiátrico. Manuel Egozcue Cintrón murió poco después, en 1906.
Durando el mandato de Egozcue se creó un cuerpo de policía urbano para patrullar la ciudad. También se emitieron bonos municipales por valor de 600 000 $ para poder pagar las deudas de la ciudad y se construyó un acueducto.